# Muhlenbergia sinuosa
Muhlenbergia sinuosa är en gräsart som beskrevs av Jason Richard Swallen. Muhlenbergia sinuosa ingår i släktet muhlygräs, och familjen gräs. Inga underarter finns listade i Catalogue of Life.